# Гобби, Массимо
Ма́ссимо Го́бби (итал. Massimo Gobbi; 31 октября 1980, Милан, Италия) — итальянский футболист, защитник.

## Карьера
Массимо Гобби начал свою карьеру в молодёжной команде «Кормано», в возрасте 11 лет он перешёл в молодёжный состав «Милана», откуда через 5 лет ушёл в клуб «Про Сесто», чтобы иметь возможность окончить лицей в Чиниселло. После сезона в основе «Про Сесто», Гобби перешёл в «Тревизо», но там провёл за 2 сезона лишь 7 матчей. После этого Гобби играл на правах аренды в клубе «Джульяно» из серии С2 и «Альбинолеффе» из С1, которому помог выйти в серию В. После возвращения из аренды, Гобби всё же смог завоевать место в основе «Тревизо», проведя все 44 матча чемпионата.
Летом 2004 года Гобби перешёл в «Кальяри» за 700 тыс. евро, полученные «Тревизо» в обмен на половину прав на игрока. 12 сентября Гобби дебютировал в составе «Кальяри», этот же матч стал первым для него в серии А, в игре с «Болоньей», выигранной со счётом 1:0. После этого Гобби выступал за «Кальяри» ещё 2 сезона, проведя 71 матч и забив 5 голов, чем привлёк к себе внимание нескольких итальянских клубов.
В июне 2006 года «Кальяри» выкупил оставшуюся часть прав на игрока за 2 млн евро. Но в том же году «Кальяри» был вынужден продать Гобби «Фиорентине», заплатившей 3,8 млн евро. 16 августа того же года Гобби дебютировал в сборной Италии, заменив на 75-й минуте встречи с Хорватией Массимо Амброзини. В «Фиорентине» Гобби не всегда попадал в основной состав, однако приобрёл репутацию человека, который может одинаково успешно сыграть и в обороне и в полузащите, наиболее часто его использовали на левом фланге.
18 августа 2010 года Гобби, в статусе свободного агента, перешёл в «Парму».

## Статистика
| Сезон   | Клуб         | Лига     | Чемпионат | Чемпионат | Кубок | Кубок | Еврокубки | Еврокубки |
| Сезон   | Клуб         | Лига     | Игры      | Голы      | Игры  | Голы  | Игры      | Голы      |
| ------- | ------------ | -------- | --------- | --------- | ----- | ----- | --------- | --------- |
| 1998/99 | Про Сесто    | Серия С2 | 6         | 0         | ?     | ?     |           |           |
| 1999/00 | Тревизо      | Серия В  | 1         | 0         | ?     | ?     |           |           |
| 2000/01 | Тревизо      | Серия В  | 6         | 0         | ?     | ?     |           |           |
| 2001/02 | Джульяно     | Серия С2 | 32        | 5         | ?     | ?     |           |           |
| 2002/03 | Альбинолеффе | Серия С1 | 30        | 7         | ?     | ?     |           |           |
| 2003/04 | Тревизо      | Серия В  | 44        | 5         | ?     | ?     |           |           |
| 2004/05 | Кальяри      | Серия А  | 36        | 3         | ?     | ?     |           |           |
| 2005/06 | Кальяри      | Серия А  | 35        | 2         | 5     | 1     |           |           |
| 2006/07 | Фиорентина   | Серия А  | 16        | 0         | 2     | 0     |           |           |
| 2007/08 | Фиорентина   | Серия А  | 23        | 1         | 4     | 0     | 9         | 0         |
| 2008/09 | Фиорентина   | Серия А  | 17        | 1         | 0     | 0     | 5         | 0         |
| 2009/10 | Фиорентина   | Серия А  | 25        | 0         | 4     | 0     | 0         | 0         |
| 2010/11 | Парма        | Серия А  | 34        | 0         | 0     | 0     | 0         | 0         |
| 2011/12 | Парма        | Серия А  | 26        | 2         | 0     | 0     | 0         | 0         |